# جاه‌طلبی اودا نوبونا
جاه‌طلبی اودا نوبونا (به ژاپنی: 田信奈の野望, Oda Nobuna no Yabō) یک سری لایت نوول است که توسط میکاگه کاسوگا نوشته شده و توسط میاما-زرو تصویرگری شده است.